# ビーブ・ダニエルズ

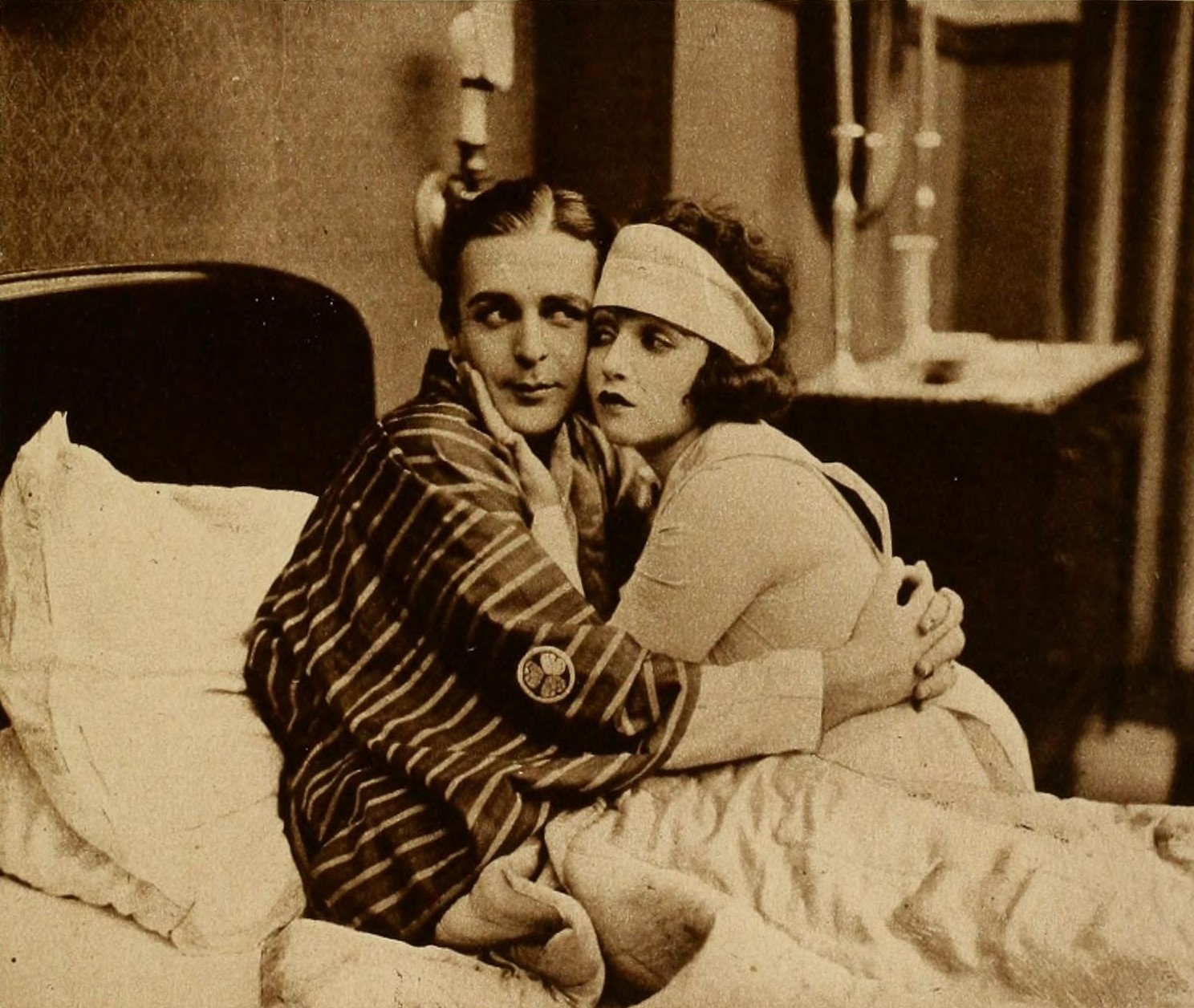
ウォーレス・リードと。『シック・アベッド』

ビーブ・ダニエルズ （Bebe Daniels, 1901年1月14日 - 1971年3月16日）は、アメリカ合衆国の女優。ファーストネームはビービーとも表記する。本名はフィリス・ダニエルズ（Phyllis Daniels）。

## 人物
テキサス州ダラス出身。幼年時代にロサンゼルスに一家で移住。4歳から子役として活動。ハロルド・ロイドの喜劇映画に出ているところをセシル・B・デミルに引き抜かれ、1919年にパラマウント社と契約。薄幸の少女役からドタバタ喜劇まで、1年に5、6本というハイペースで出演する売れっ子だった。
1929年、トーキーになるとRKO社へ移り、初めてのトーキー作品でミュージカルの『リオ・リタ』が大ヒット。
1935年にハリウッドを離れ、1930年に結婚した夫で俳優のベン・ライオンとともにイギリスへ渡った。イギリスでラジオや舞台で活躍。

## 映画出演作品
- 『男性と女性』　Male and Female (1919年)
- 『何故妻を代へる』　Why Change Your Wife? (1920年)
- 『アナトール』　The Affairs of Anatol (1921年)
- 『ボーケール』　Monsieur Beaucaire (1924年)
- 『娘十八泳げや泳げ』　Swirn Girl Swim (1927年)
- 『娘十八冒険時代』　Feel My Pulse (1928年)
- 『リオ・リタ』　Rio Rita (1929年)
- 『愛の訪れ』　Love Comes Along (1930年)
- 『ディキシアーナ』　Dixiana (1930年)
- 『月世界征服』　Reaching for the Moon (1931年)
- 『四十二番街』　42nd Street (1933年)